# Johann-Friedrich Huffmann
Johann-Friedrich Huffmann (* 1954 in Hamburg) ist ein deutscher Inhaber eines Selbstkostenverlagsunternehmens, das Dienstleistungen für die Selbstpublikation von Autoren und Sachbuchautoren erbringt.

## Leben
Johann-Friedrich Huffmann stammt aus einer Unternehmerfamilie und ist am Rande von Hamburg aufgewachsen. Dort besuchte er ein humanistisches Gymnasium und studierte anschließend in Freiburg und Genf Rechts- und Wirtschaftswissenschaften sowie Soziologie. Die weitere juristische Ausbildung führte ihn zurück nach Hamburg, wo er erste juristische Fachveröffentlichungen publizierte und Vorträge hielt. Zusammen mit Siegfried de Witt war er einer der Ersten, die sich grundlegend mit der juristischen Behandlung des sozialen Phänomens der nichtehelichen Lebensgemeinschaft befassten. Im Anschluss des Studiums arbeitete er erst als Anwalt, danach als Referent des Hörfunkdirektors des Norddeutschen Rundfunks. Dem folgte ein Wechsel nach Stuttgart als Verlagsleiter für den Kohlhammer Verlag. Wenig später übernahm er in Köln die Leitung des Deutschen Gemeindeverlages, eines Tochterunternehmens der Kohlhammergruppe, anschließend die Geschäftsleitung der Kölner Verlagsgruppe Rudolf Müller, innerhalb der er insbesondere für die Vermarktung von Büchern und neuer Medien zuständig war.
Seit Ende 2002 ist Huffmann Inhaber und Geschäftsführer der Frieling & Huffmann GmbH, die das Selbstkostenverlagsunternehmen Frieling Verlag Berlin sowie als dessen Marke HuffmannBusiness Publikationen mit Angeboten zum Corporate Publishing betreibt. Seit 2005 hat er das Marketing-Konzept des Frieling Verlags Berlin um die Initiierung von Schreibwettbewerben für nicht-professionelle Autoren erweitert, von denen einer bis heute (Stand: 2013) den undotierten Zeitzeugenpreis Berlin-Brandenburg auslobt.

## Bibliografie

### Sachbücher
- Nichteheliche Lebensgemeinschaft. Zusammen mit Siegfried de Witt. C.H. Beck Verlag oHG Biederstein Verlag, München, 2. Auflage 1986

### Ratgeber
- Wörterbuch der Verlagssprache. Der aktuelle Führer durch das Fachchinesisch der Verleger, Redakteure und Drucker. Zus. mit Wilhelm Ruprecht Frieling. Berlin, 5. Auflage 2005
- Wie biete ich ein Manuskript an? – Mehr Erfolg im Umgang mit Verlagen. Zus. mit Wilhelm Ruprecht Frieling. Frieling & Huffmann, Berlin, 2. Auflage 2005
- Wie schreibe ich meine Erinnerungen? Lebensschätze bergen und bewahren. Zus. mit Cornelie Kister. Frieling & Huffmann, Berlin, 4. Auflage 2012

### Mitherausgeberschaften
- Vom Eigensinn des Buches – Warum schnelle Zeiten langsame Medien brauchen. Zusammen mit Almut Röper. Alert Verlag, Berlin 2010
- Mauerjahre – Leben im geteilten Berlin. Zusammen mit Jost-Arend Bösenberg. Edel Germany, Hamburg 2011